# Juoksumajärvet
Ylimmäinen Juoksemajärvi och Alimmainen Juoksemajärvi, eller Juoksumajärvet är sjöar i Finland. De ligger i kommunen Enare i landskapet Lappland, i den norra delen av landet, 1 000 km norr om huvudstaden Helsingfors. Juoksumajärvet ligger 137,7 meter över havet. Arean är 35 hektar och strandlinjen är 4,43 kilometer lång. Sjön  ingår i Pasvik älvs huvudavrinningsområde. 